# Yoshiaki Oshima
Yoshiaki Oshima (大島 良明 Ōshima Yoshiaki?) (nacido en 1952) es un astrónomo japonés que tiene acreditado el descubrimiento de 61 asteroides en el Minor Planet Center.

## Descubrimientos
El Centro de Planetas Menores le acredita el descubrimiento de 61 asteroides entre 1987 y 1989, todos ellos en solitario.
| Asteroides descubiertos: 61 | Asteroides descubiertos: 61 |
| --------------------------- | --------------------------- |
| (3843) OISCA                |                             |
| (4157) Izu                  | 11 de diciembre de 1988     |
| (4261) Gekko                | 28 de enero de 1989         |
| (4293) Masumi               | 1 de noviembre de 1989      |
| (4383) Suruga               | 1 de diciembre de 1989      |
| (4403) Kuniharu             | 2 de marzo de 1987          |
| (4715) 1989 TS1             | 9 de octubre de 1989        |
| (4840) Otaynang             | 23 de octubre de 1989       |
| (5123) 1989 BL              | 28 de enero de 1989         |
| (5206) Kodomonomori         | 7 de marzo de 1988          |
| (5258) 1989 AU1             | 1 de enero de 1989          |
| (5282) Yamatotakeru         | 2 de noviembre de 1988      |
| (5353) 1989 YT              | 20 de diciembre de 1989     |
| (5397) Vojislava            | 14 de noviembre de 1988     |
| (5730) Yonosuke             | 13 de octubre de 1988       |
| (5740) Toutoumi             | 29 de noviembre de 1989     |
| (5810) 1988 EN              | 10 de marzo de 1988         |
| (6903) 1989 XM              | 2 de diciembre de 1989      |
| (7284) 1989 VW              | 4 de noviembre de 1989      |
| (7569) 1989 BK              | 28 de enero de 1989         |
| (7753) 1988 XB              | 5 de diciembre de 1988      |
| (8008) 1988 TQ4             | 10 de octubre de 1988       |
| (8157) 1988 XG2             | 15 de diciembre de 1988     |
| (8349) 1988 DH1             | 19 de febrero de 1988       |
| (9174) 1989 WC3             | 27 de noviembre de 1989     |
| (9314) 1988 DJ1             | 19 de febrero de 1988       |
| (9320) 1988 VN3             | 11 de noviembre de 1988     |
| (9940) 1988 VM3             | 11 de noviembre de 1988     |
| (10065) 1988 XK             | 3 de diciembre de 1988      |
| (10299) 1988 VS3            | 13 de noviembre de 1988     |
| (10751) 1989 UV1            | 29 de octubre de 1989       |
| (11034) 1988 TG             | 9 de octubre de 1988        |
| (11035) 1988 VQ3            | 12 de noviembre de 1988     |
| (11862) 1988 XB2            | 7 de diciembre de 1988      |
| (12251) 1988 TO1            | 9 de octubre de 1988        |
| (12693) 1989 EZ             | 9 de marzo de 1989          |
| (13934) Kannami             | 11 de diciembre de 1988     |
| (14843) Tanna               | 12 de noviembre de 1988     |
| (14860) 1989 WD3            | 27 de noviembre de 1989     |
| (15243) 1989 TU1            | 9 de octubre de 1989        |
| (16426) 1988 EC             | 7 de marzo de 1988          |
| (16434) 1988 VO3            | 11 de noviembre de 1988     |
| (16436) 1988 XL             | 3 de diciembre de 1988      |
| (16458) 1989 WZ2            | 21 de noviembre de 1989     |
| (17426) 1989 CS1            | 5 de febrero de 1989        |
| (18346) 1989 WG             | 20 de noviembre de 1989     |
| (19134) 1988 TQ1            | 15 de octubre de 1988       |
| (21018) 1988 VV1            | 2 de noviembre de 1988      |
| (21021) 1988 XL2            | 7 de diciembre de 1988      |
| (21034) 1989 WB3            | 25 de noviembre de 1989     |
| (26099) 1989 WH             | 20 de noviembre de 1989     |
| (27715) 1989 CR1            | 5 de febrero de 1989        |
| (27721) 1989 WJ             | 20 de noviembre de 1989     |
| (30794) 1988 TR1            | 15 de octubre de 1988       |
| (32785) 1989 CU1            | 10 de febrero de 1989       |
| (32795) 1989 WA3            | 21 de noviembre de 1989     |
| (35074) 1989 UF1            | 25 de octubre de 1989       |
| (37569) 1989 UG             | 23 de octubre de 1989       |
| (37570) 1989 UD1            | 25 de octubre de 1989       |
| (37571) 1989 UE1            | 25 de octubre de 1989       |
| (69274) 1989 UZ1            | 29 de octubre de 1989       |

## Epónimos
El asteroide del Cinturón principal exterior (5592) Oshima ha sido nombrado en su honor.

## Proyecto internacional de monitorización de asteroides
Japan Spaceguard Association (JSGA) es una asociación sin ánimo de lucro entre cuyos intereses están el dar educación astronómica a los jóvenes. Para ello em 2001 realizó el programa Spaceguard Private Investigator of the Stars—the fugitives are asteroids! en el que Yosiashi Oshima participó como uno de los miembros del comité y del jurado. JSGA presentó un documento sobre ese proyecto en un simposio posterior en 2002, con Oshima como contribuyente.

## Publicaciones
- Isobe, S., Atsuo, A., Asher, D., Fuse, T., Hashimoto, N., Nakano, S., K. Nishiyama, Yoshiaki Oshima, Noritsugu Takahashi, J. Terazono, H. Umehara, Takeshi Urata, Makoto Yoshikawa. "Educational program of Japan Spaceguard Association using asteroid search", Spaceguard Detective Agency, Proceedings of Asteroids, Comets, Meteors - ACM  2002. International Conference, 29 July - 2 August 2002